# Escultura danesa

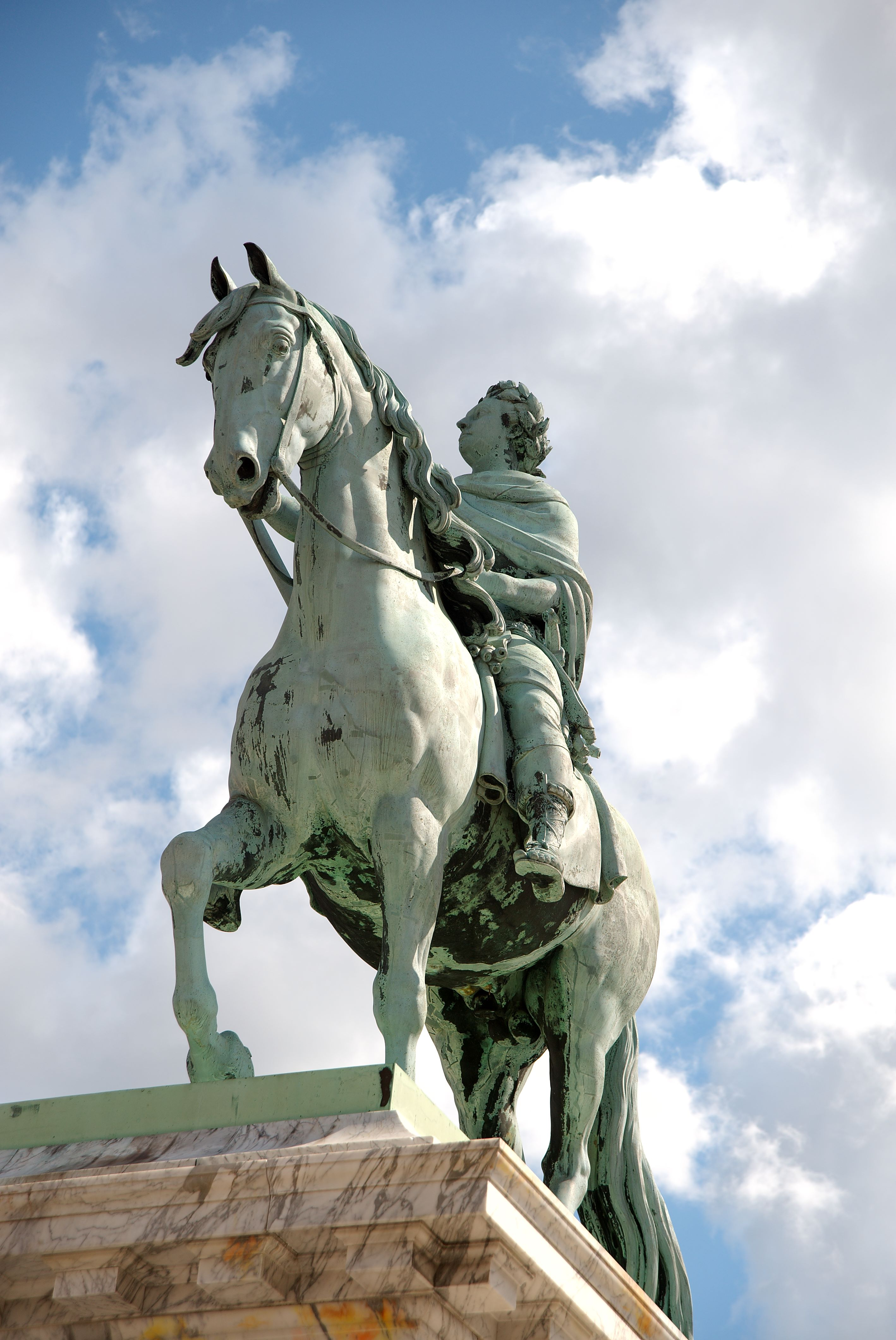
Estatua ecuestre de bronce del rey Federico V creada en estilo neoclásico por Jacques Saly en 1768

La escultura danesa se reconoció como forma artística a nivel nacional en 1752, cuando Jacques Saly recibió el encargo de realizar una estatua ecuestre del rey Federico V de Dinamarca. Aunque Bertel Thorvaldsen fue sin duda el artista más destacado del país, muchos otros han producido obras de gran calidad, especialmente en las corrientes neoclásica, realista y historicista, esta última resultado de la creciente conciencia de identidad nacional. Más recientemente, la escultura danesa se ha inspirado en tendencias europeas, sobre todo parisinas, como el surrealismo y el modernismo.

## Los comienzos

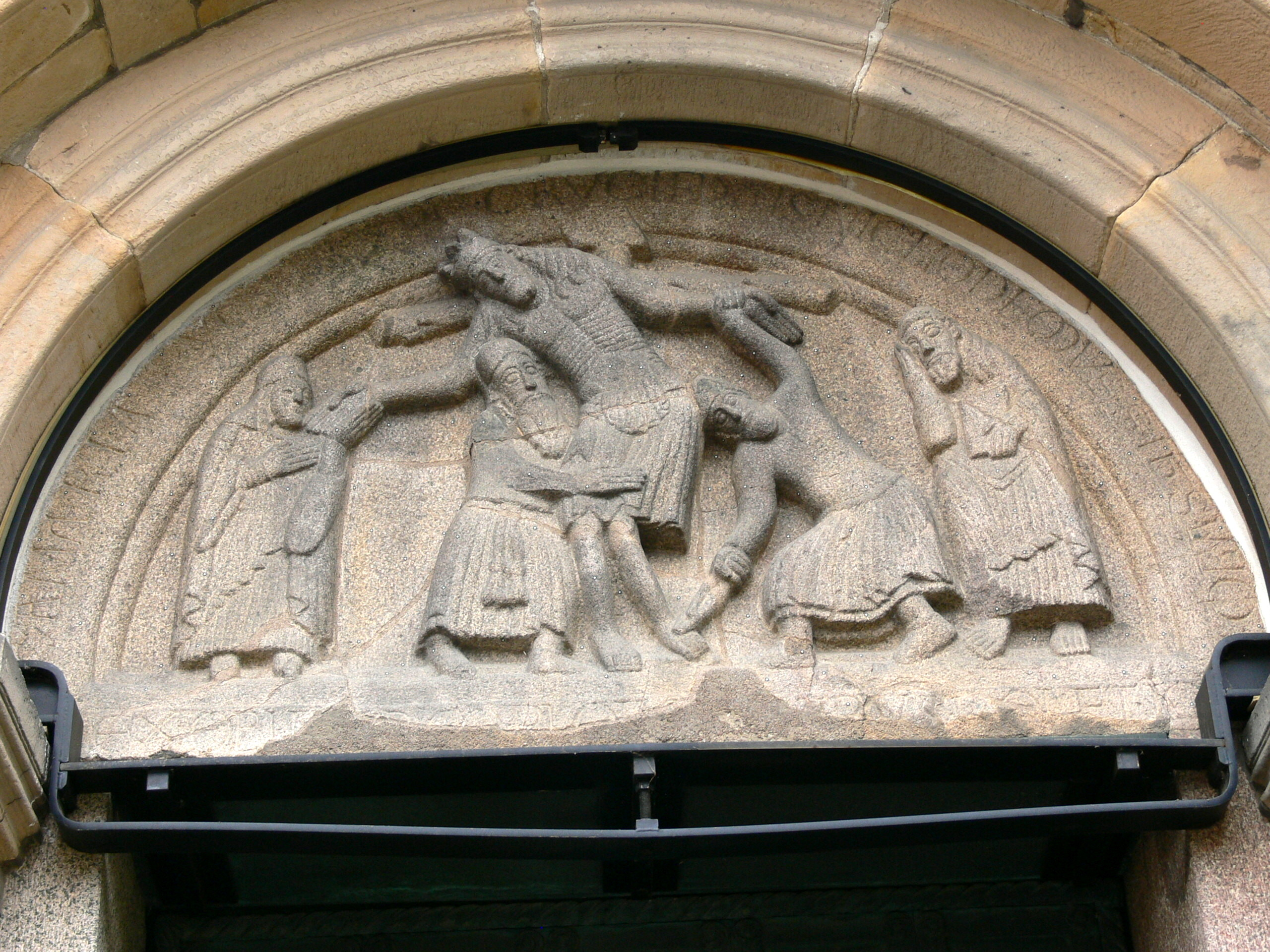
Bajada de la cruz en la catedral de Ribe (hacia 1175)

Los primeros vestigios de escultura en Dinamarca datan del siglo XII, cuando un cantero conocido como Horder trabajaba en el este de Jutlandia y en la isla de Fionia decorando iglesias, especialmente puertas y pilas. De la misma época son las figuras esculpidas en los relieves de granito que representan el Descendimiento de la Cruz en el tímpano de una de las puertas de la catedral de Ribe.A principios del siglo XVI, artistas alemanes como Claus Berg, que trabajó en la catedral de Odense, y Hans Brüggemann, que diseñó el retablo sin pintar de la catedral de Schleswig, realizaron retablos y púlpitos esculpidos. Sin embargo, la Reforma de 1536 puso fin casi por completo a estos trabajos decorativos. Durante el Renacimiento la mayoría de escultores que trabajaron en Dinamarca fueron extranjeros. El escultor flamenco Cornelis Floris, de Amberes, realizó tumbas para Herluf Trolle y Birgitte Gøye (1566-1568) en Herlufsholm y para Christian III (1569-1579) en la catedral de Roskilde. Gert van Groningen fue uno de los principales artistas holandeses que participaron en el diseño de la entrada principal del castillo de Kronborg. Otro escultor flamenco activo a finales del siglo XVI en Dinamarca fue Gert van Egen, que diseñó la tumba de Federico II en la catedral de Roskilde.Asimismo, en el siglo XVII, Adriaen de Vries diseñó la fuente de Neptuno para el palacio de Frederiksberg (1615-22), aunque posteriormente fue tomada por los suecos como premio de guerra y ahora se encuentra ante el palacio de Drottningholm.
El desarrollo de la escultura danesa se vio muy influido a mediados del siglo XVIII por el escultor francés Jacques Saly (1717-1776), invitado por el gobierno danés en 1752 para crear una estatua del rey Federico V.Poco después de la fundación de la Real Academia Danesa de Bellas Artes en marzo de 1754, Saly fue nombrado director de la misma, ejerciendo una considerable influencia en el funcionamiento de la institución. Tras preparar varios modelos en miniatura y a tamaño natural, Saly completó finalmente su estatua ecuestre en 1768 como una fundición de bronce de estilo neoclásico, pero no se inauguró en el patio del palacio de Amalienborg hasta agosto de 1771, cinco años después de la muerte del rey en 1766. Se ha dicho de ella que es una de las mejores estatuas ecuestres de Europa. 

## Neoclasicismo temprano

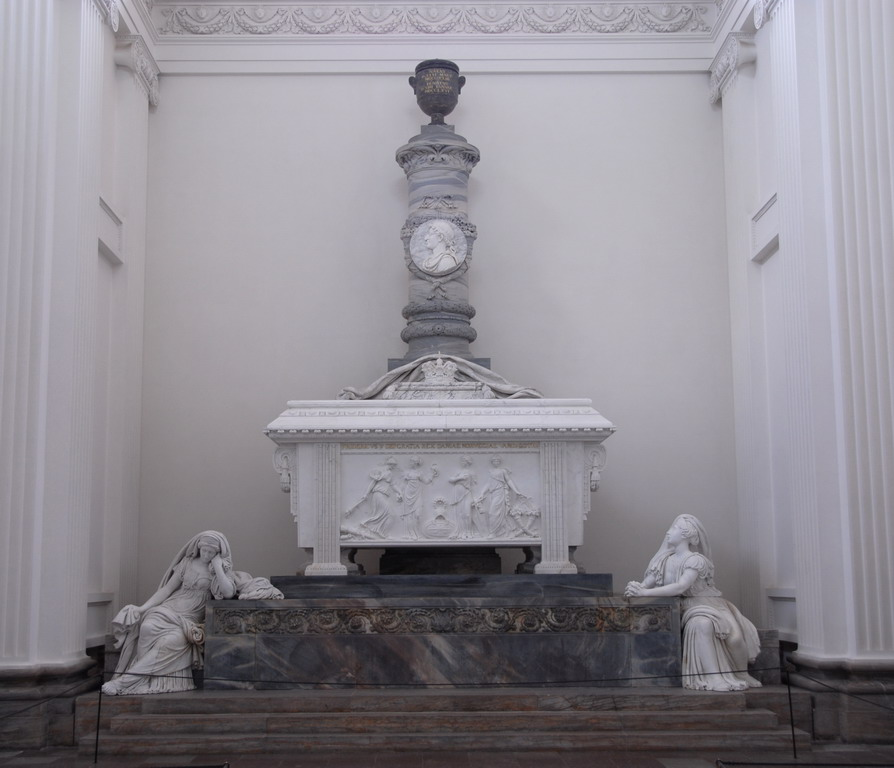
Johannes Wiedewelt: sarcófago de Federico V (1769) en la catedral de Roskilde

Johannes Wiedewelt (1731-1802) fue uno de los principales responsables de la introducción del neoclasicismo en Dinamarca, movimiento que había conocido en sus estancias en París y Roma, facilitadas por las becas de viaje de la recién creada Academia. Poco después de su regreso a Dinamarca, en 1758, recibió el encargo de esculpir un monumento conmemorativo en honor al rey Christian VI, fallecido hacía mucho tiempo, por parte de su esposa viuda, Sofía Magdalena. Terminado en 1768, el monumento de mármol no se instaló en la catedral de Roskilde hasta 1777. El sarcófago con las figuras femeninas de «Sorgen» («Dolor») y «Berømmelsen» («Fama») se considera la primera obra neoclásica de Dinamarca. Wiedewelt siguió diseñando grandes colecciones de esculturas para jardines como los del palacio de Fredensborg. En 1769, terminó el monumento al rey Frederico V en la catedral de Roskilde, que incluye un gran sarcófago apoyado sobre estribos y decorado con numerosas esculturas, detrás del cual hay una columna coronada por una urna que contiene un medallón con el retrato del rey, y, a cada lado del sarcófago, a unos nueve pies por encima del suelo, dos figuras femeninas coronadas y afligidas que representan a Dinamarca y Noruega. La capilla conmemorativa fue fruto de la colaboración entre Wiedewelt y el arquitecto Caspar Frederik Harsdorff. Wiedewelt fue elegido director de la Academia durante ocho periodos anuales entre 1772 y 1794. Como profesor allí, enseñó sus teorías neoclásicas a sus alumnos, entre los que se encontraba el pintor y arquitecto Nikolaj Abraham Abildgaard, que más tarde sería director de la Academia e instructor de Bertel Thorvaldsen.

## Thorvaldsen

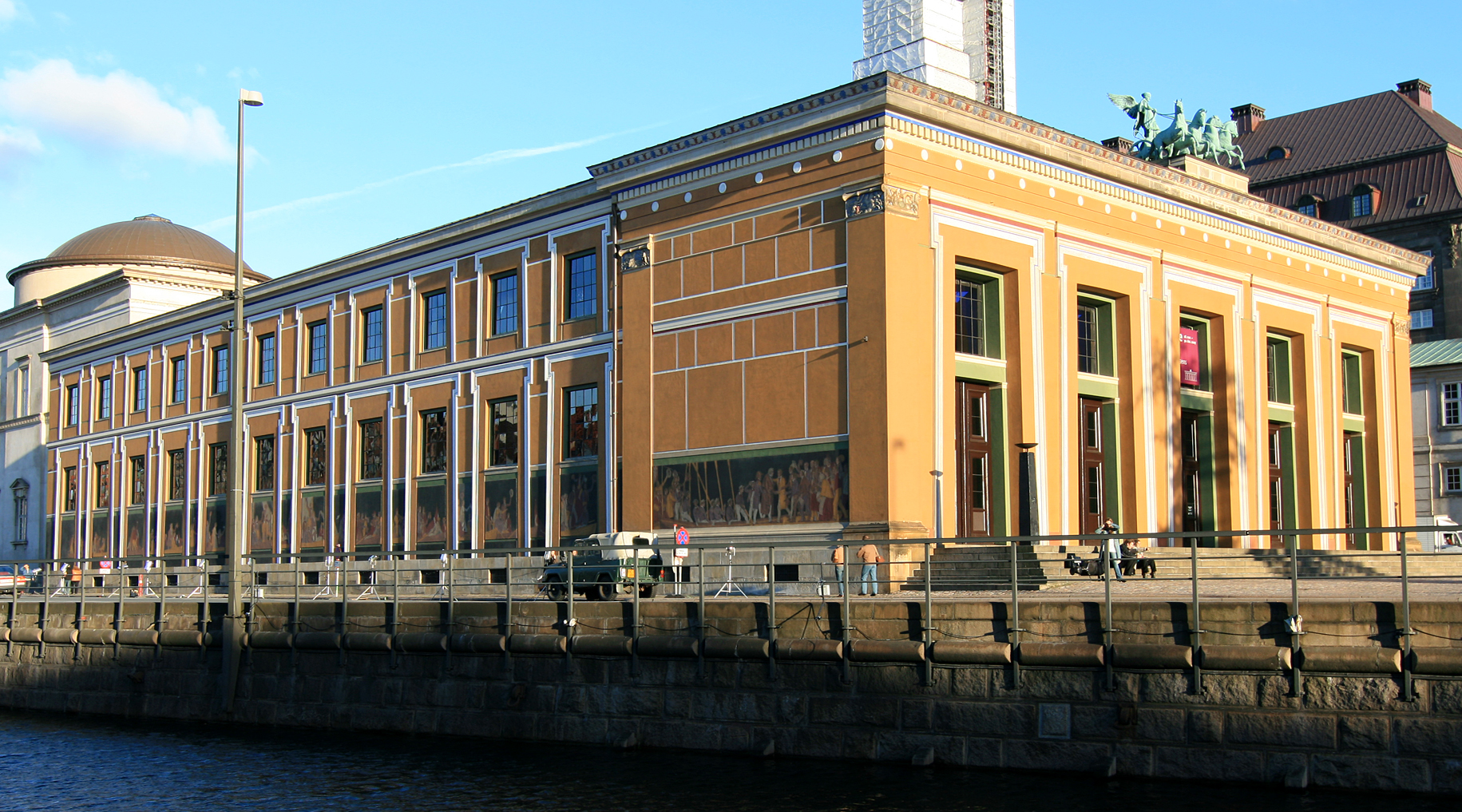
El museo Thorvaldsen de Copenhague

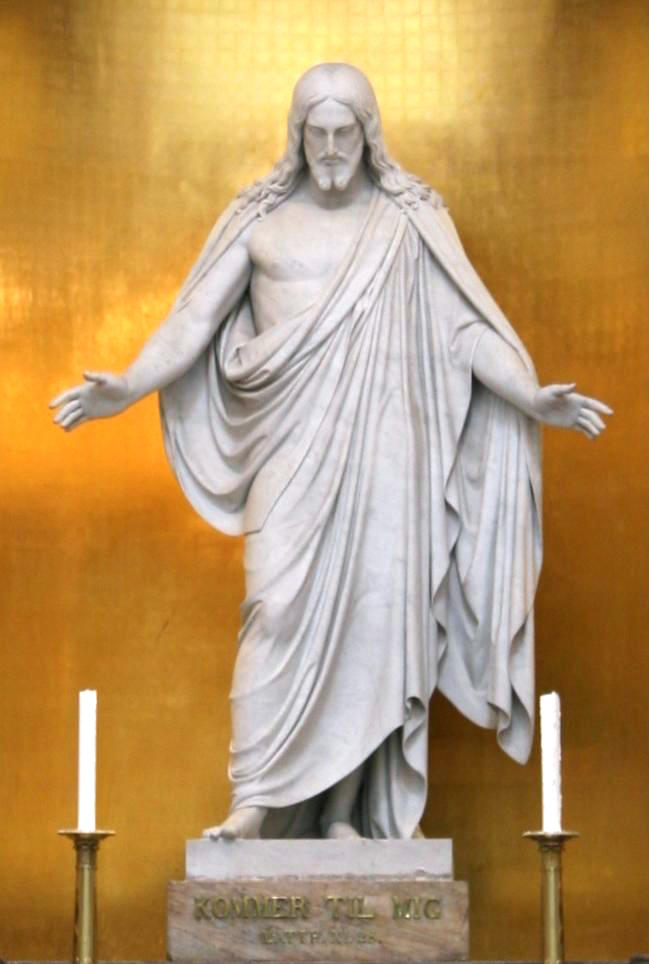
Bertel Thorvaldsen : Christus (1824), Iglesia de Nuestra Señora, Copenhague

Bertel Thorvaldsen (1770–1844) es el escultor danés más famoso, reconocido en toda Europa como uno de los principales escultores neoclásicos. Ingresó en la Academia de Arte de Copenhague con solo 11 años y ganó las cuatro medallas de la institución. En 1796 recibió una beca para un viaje de estudios relativamente corto a Italia, pero, aparte de una breve visita a Dinamarca en 1819, permaneció en Roma más de 40 años. Su éxito estaba asegurado después de que un modelo de su estatua de Jasón y el Toisón de Oro recibiera el reconocimiento del principal escultor italiano de la época, Antonio Canova. Thorvaldsen fue empleando a numerosos ayudantes y amplió su obra hasta ejecutarla en cinco estudios de Roma, ya que recibía encargos de toda Europa.
Entre sus obras más importantes se encuentra la colosal serie de estatuas de Cristo y los doce apóstoles para la reconstrucción de la Vor Frue Kirke de Copenhague. Los motivos de sus obras (relieves, estatuas y bustos) procedían sobre todo de la mitología griega, con estatuas de Venus, Mercurio, Ganímedes, Hebe y Cupido, así como Psique, pero también creó retratos de personalidades importantes, como en su monumento funerario para el papa Pío VII en la basílica de San Pedro de Roma o la estatua ecuestre de Jozef Poniatowski en Varsovia. Sus obras pueden verse en muchos países europeos, pero hay una colección muy amplia en el Museo Thorvaldsen de Copenhague. Durante su estancia en Roma, Thorvaldsen desempeñó un importante papel de estímulo para los jóvenes artistas daneses que pasaban una temporada en la ciudad.

## Los alumnos de Thorvaldsen
Tres de los estudiantes, que habían estudiado con Thorvaldsen en Roma, contribuyeron significativamente al desarrollo de la escultura danesa, influidos por el interés de su maestro por el clasicismo y por el creciente interés por el nacionalismo en su país natal.
Hermann Ernst Freund (1786-1840), que había sido el ayudante más cercano de Thorvaldsen en Roma, fue uno de los primeros defensores del nacionalismo romántico danés. Freund creó doce estatuillas de figuras de la mitología nórdica, en particular Loki (1822), Odín (bronce, 1827) y Thor (1829), todas ellas inspiradas en antiguas obras mitológicas griegas y romanas. Su obra maestra, el Friso del Ragnarök, en el que trabajó durante muchos años, fue terminado por Bissen tras su muerte, pero posteriormente fue destruido por el incendio de Christianborg. En el Statens Museum for Kunst se conserva un molde de yeso de parte del friso.
Herman Wilhelm Bissen (1798-1868), que inicialmente era neoclasicista, es recordado por el realismo de sus obras monumentales que celebran las victorias militares danesas y reflejan la tendencia nacionalista de la época. El Landsoldaten o Soldado danés (1858), de Bissen en Fredericia, y el León de Isted (1862), en Flensburg, fueron erigidos para conmemorar la victoria danesa sobre Schleswig-Holstein en la batalla de Isted (Idstedt) el 25 de julio de 1850. El Soldado danés destaca por no representar a un oficial de alto rango, sino a un simple soldado de infantería con el que los ciudadanos daneses podían identificarse fácilmente. Bissen se inspiró para diseñar su enorme león de bronce de Isted tras estudiar el León del Pireo, que se exhibía como premio de guerra en Venecia desde 1687. Tras una variopinta historia de traslados a Berlín y Copenhague, el León de Isted fue finalmente devuelto a su emplazamiento original en Flensburg en 2011. 
Jens Adolf Jerichau (1816-1883)  siguió inicialmente los pasos de Thorvaldsen con su obra neoclásica Hércules y Hebe (1846) y su colosal figura de Cristo de 1849. Posteriormente desarrolló su propio estilo, más dinámico, que puede apreciarse en El cazador de panteras (1846), considerada un ejemplo paradigmático de la relación entre el arte clásico y las tendencias modernas del naturalismo. 

## Finales delsigloXIX
Algunos escultores siguieron creando estatuas basadas en figuras clásicas, pero ahora con un aspecto más naturalista. Un buen ejemplo es Eco (1888), de Aksel Hansen, ubicada en los jardines del castillo de Rosenborg. La imagen de la ninfa griega, una mujer en movimiento, contrasta con la armonía más rígida del clasicismo. Anders Bundgaard (1864-1937) es recordado por su enorme estatua de la diosa nórdica Gefion (1900) conduciendo sus bueyes, ubicada cerca de Langelinie.
Pero a medida que se acercaba el cambio de siglo, surgieron nuevas tendencias, entre ellas el historicismo y la necesidad de rendir homenaje a los daneses que se habían hecho famosos. August Saabye (1823-1916), uno de los alumnos de Bissen en la Academia, había mantenido primero la tradición neoclásica, pero más tarde se inspiró en el naturalismo francés. Su obra más destacada es, sin duda, la estatua de bronce de Hans Christian Andersen en los jardines de Rosenborg, que terminó en 1880. Al representar a Andersen sentado dirigiéndose a su público, Saabye supo captar las cualidades interiores del autor que tanto significaban para el público danés. Saabye también es conocido por su estatua del compositor Johan Peter Emilius Hartmann. Su hijo, Vilhelm Bissen, esculpió también varias figuras famosas, como N. F. S. Grundtvig en la iglesia de Mármol, Christian IV en Nyboder y Absalon en Højbro Plads de Copenhague. También es digna de mención la obra del escultor Carl Hartmann.

La otra corriente artística en evolución que atrajo la atención de los escultores daneses fue el simbolismo. Niels Hansen Jacobsen (1861-1941), que pasó varios años en París a finales del siglo XIX, recibió la influencia de Auguste Rodin. Creó varias esculturas de bronce controvertidas, como Trold, der vejrer kristenblod (1896) o Troll que huele sangre cristiana, basado en un cuento popular nórdico. El original se encuentra en la Ny Carlsberg Glyptotek, pero hay una copia en el exterior de la iglesia de Jesús de Valby, para la que fue diseñado originalmente. Otros escultores daneses influidos por el simbolismo de Rodin son Stephan Sinding (1846-1922) y Rudolph Tegner (1873-1950). 

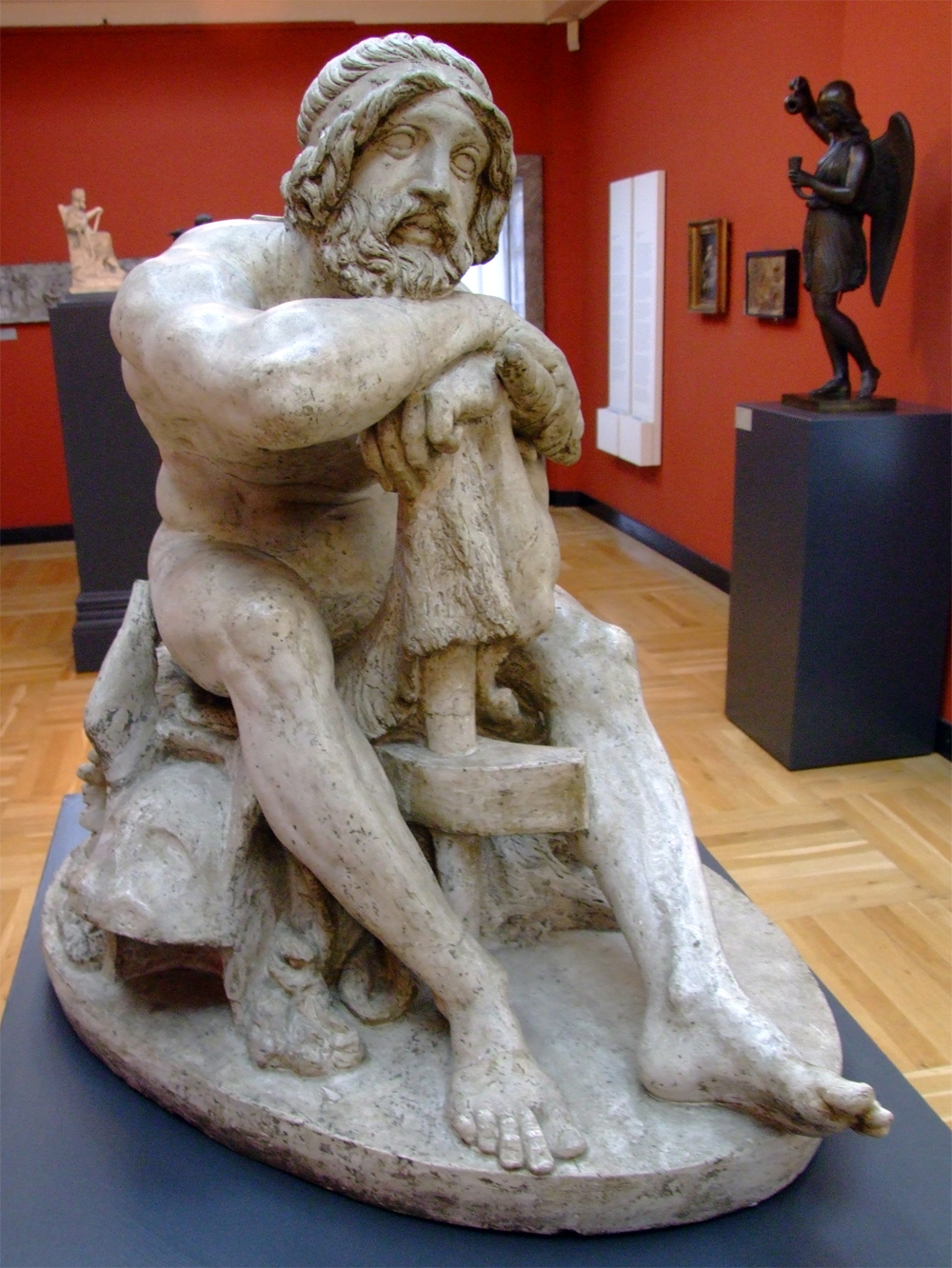
Hermann Ernst Freund: Thor (1829)
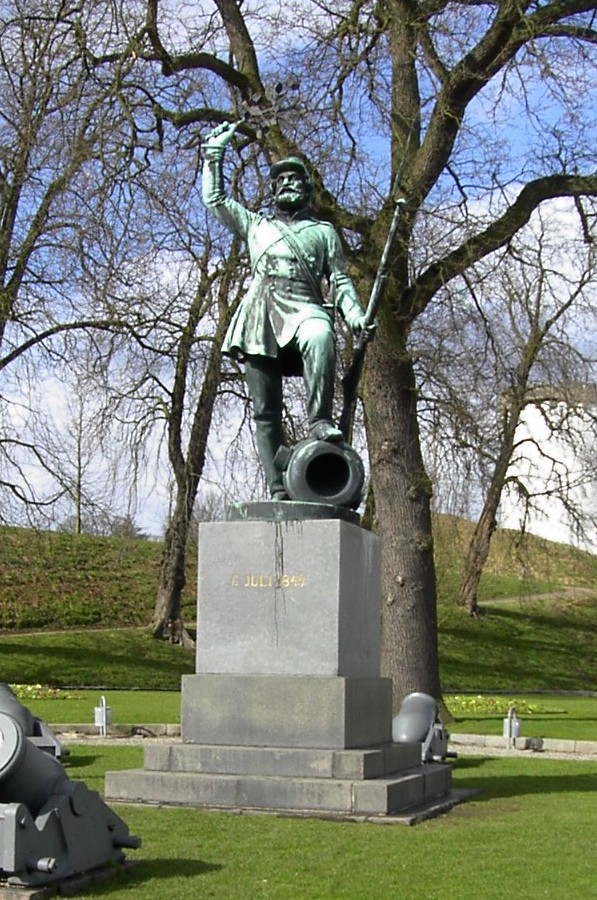
Herman Wilhelm Bissen: Landsoldaten (1858)
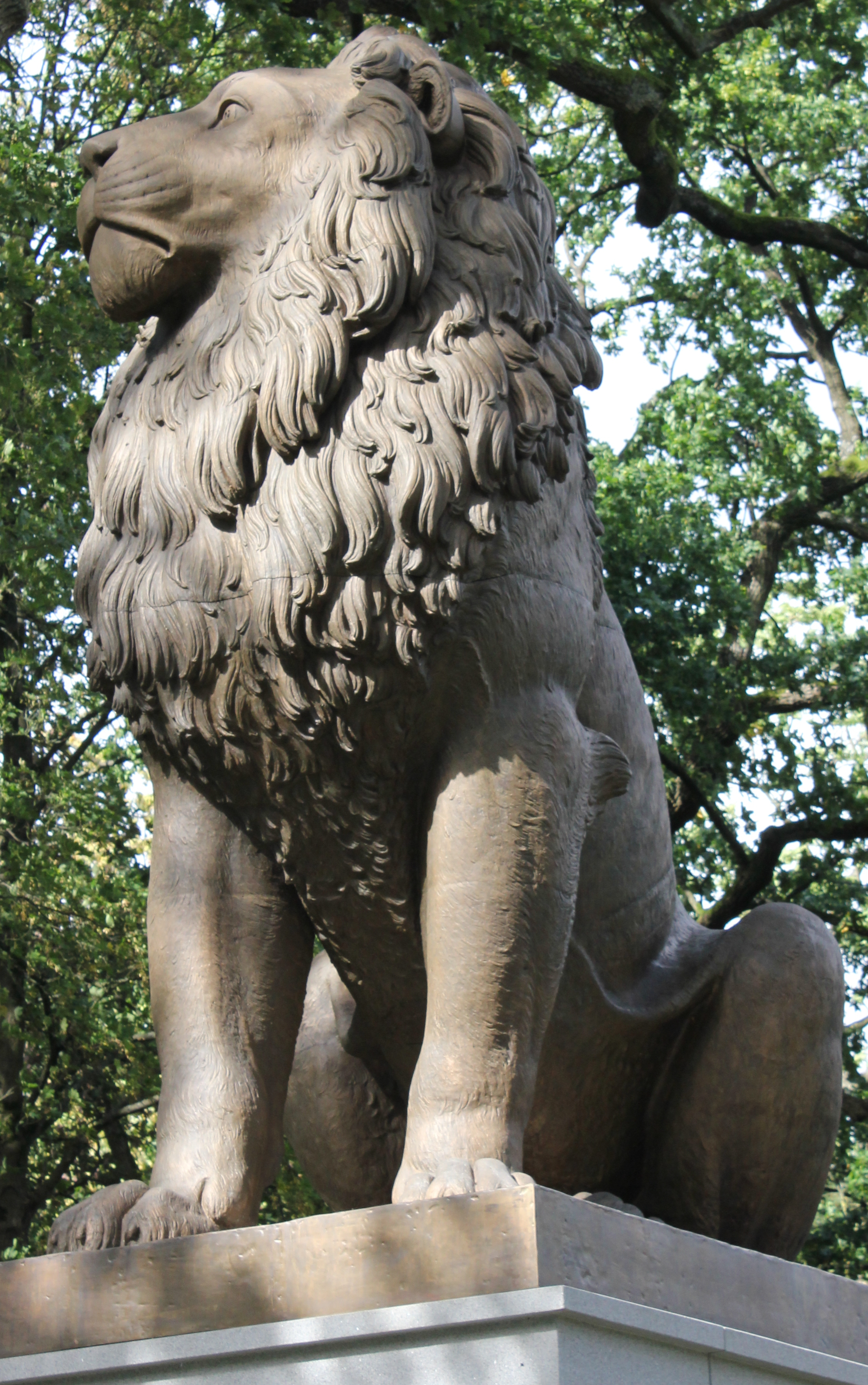
Herman Wilhelm Bissen : León de Isted (1862), ahora en Flensburg
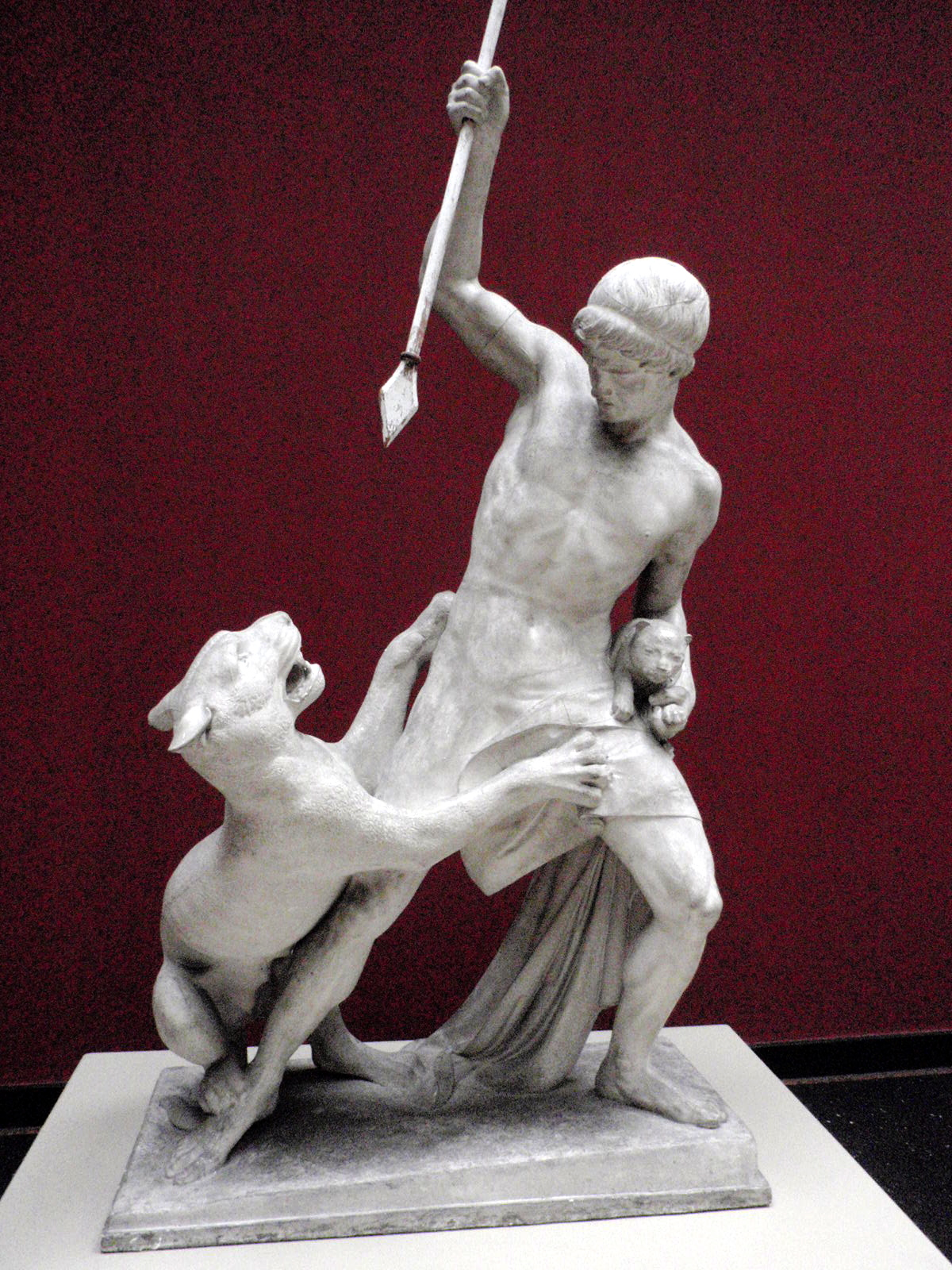
Jens Adolf Jerichau : El cazador de panteras (1846)

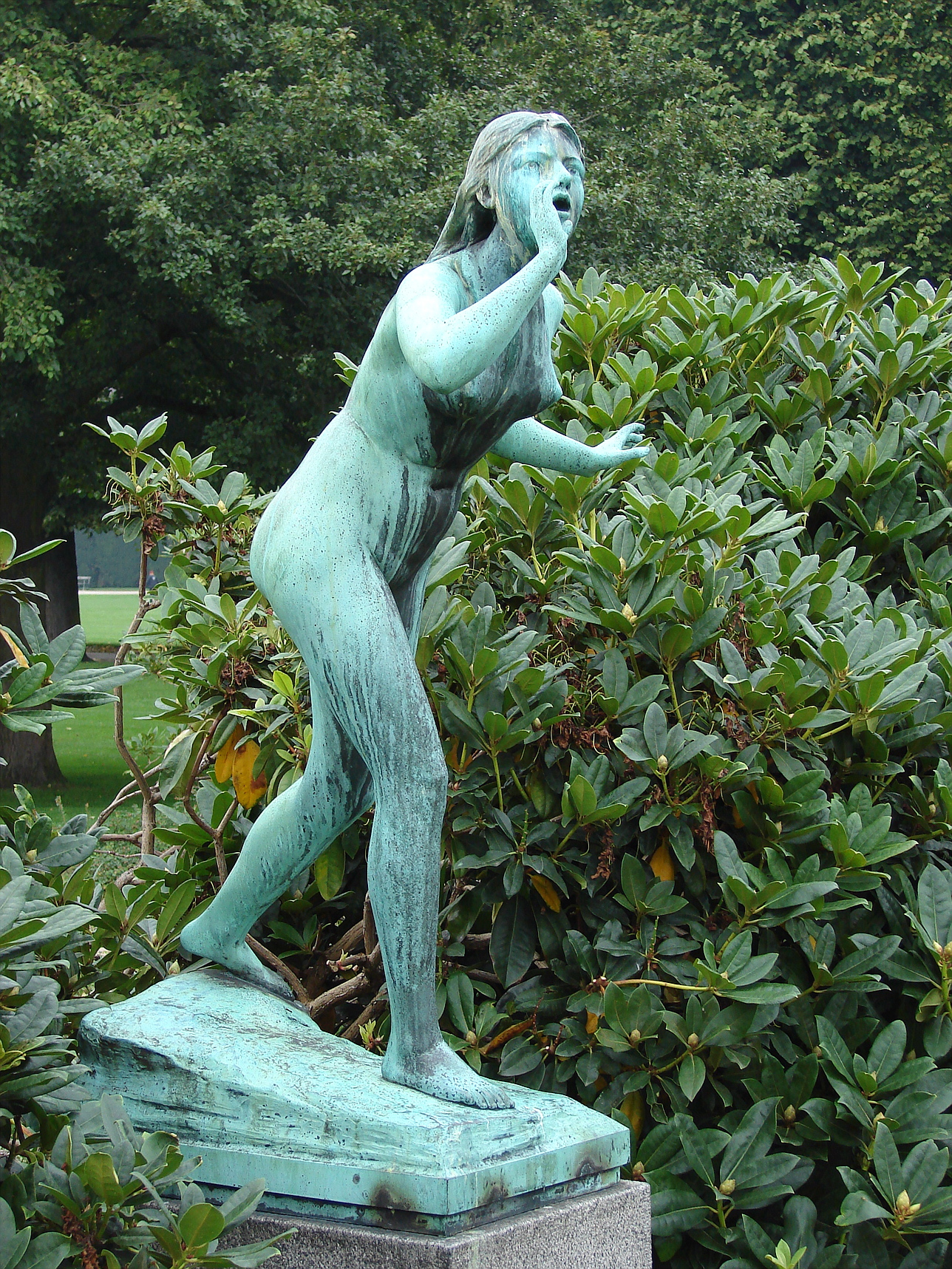
Aksel Hansen : Eco (1888)
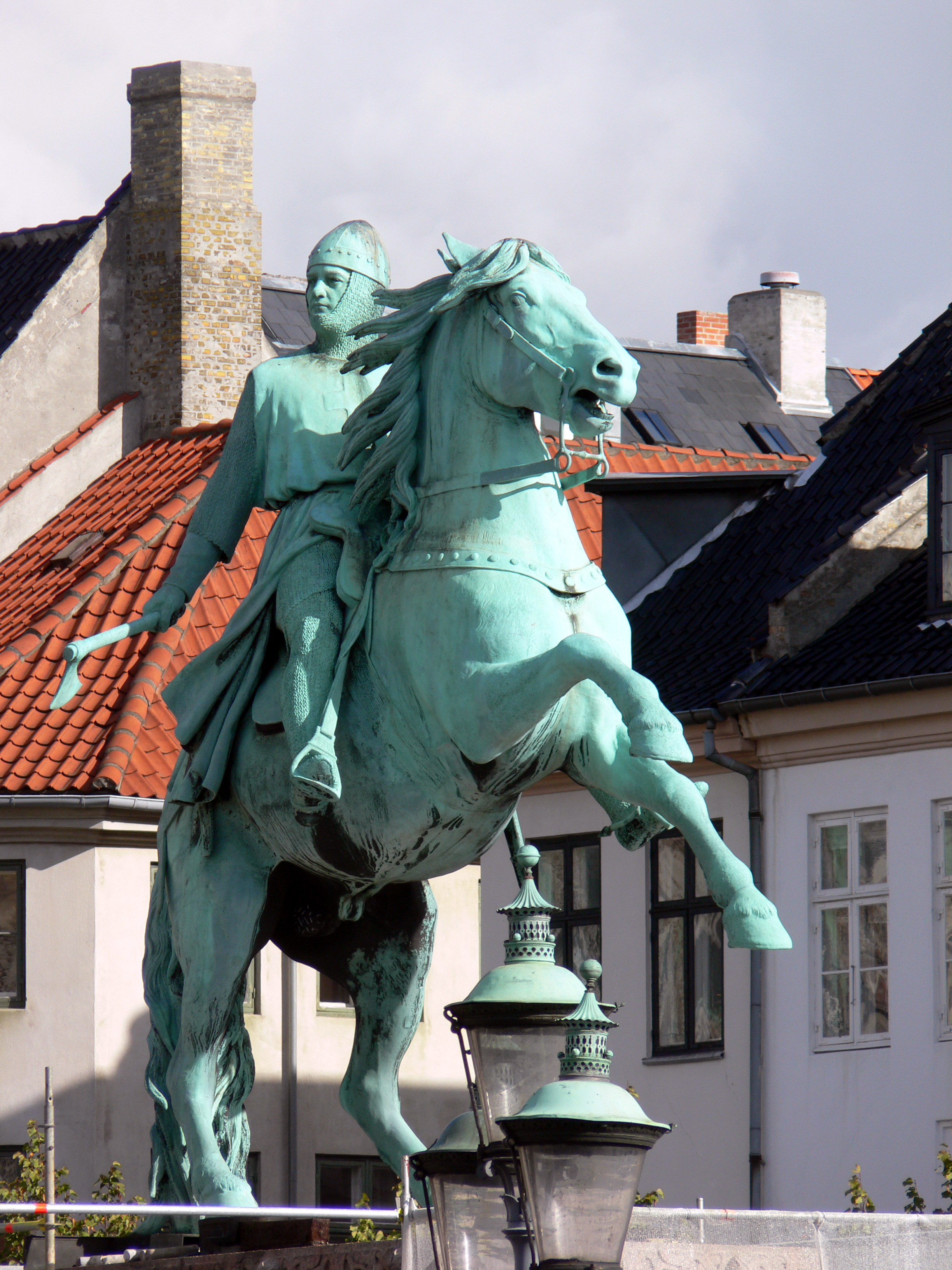
Vilhelm Bissen : Absalón (1902)
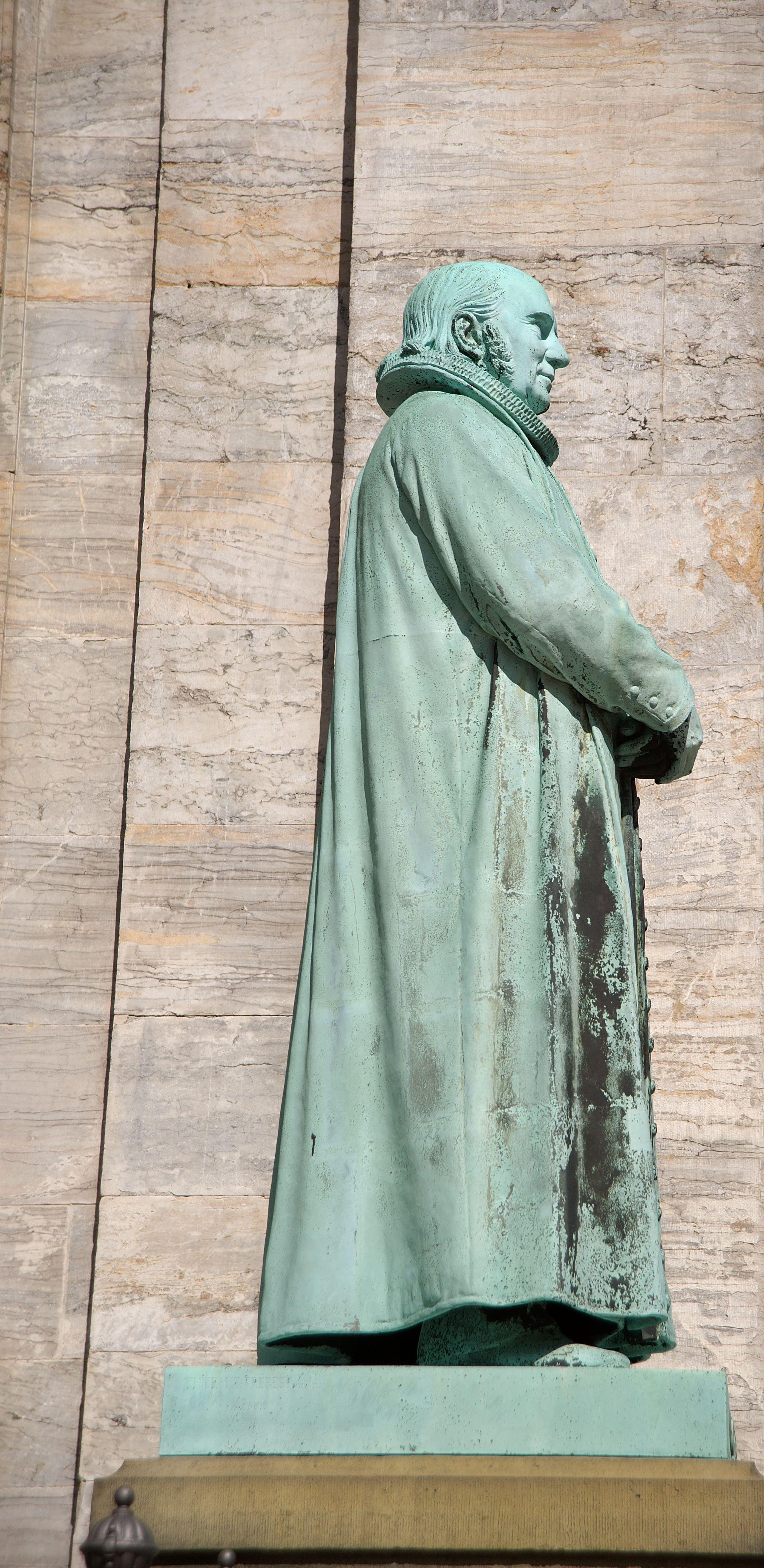
Vilhelm Bissen: Nikolaj Frederik Severin Grundtvig (1894)
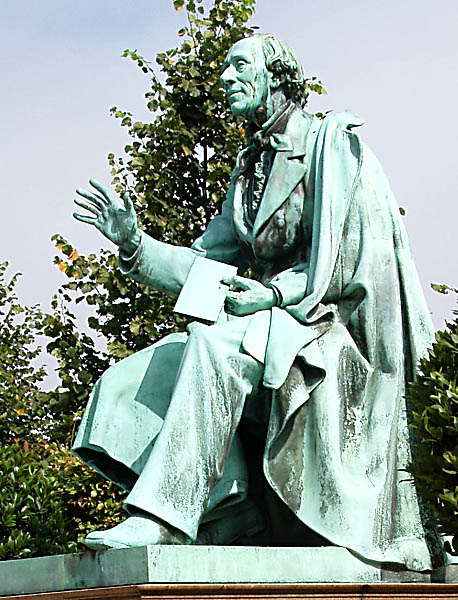
August Saabye : Hans Christian Andersen (1880)

## Principios delsigloXX
Una de las primeras escultoras danesas fue Anne Marie Carl-Nielsen (1863-1945), esposa de Carl Nielsen. En sus obras, la mayoría de las cuales representan animales o figuras humanas, se aprecia una vitalidad que combina el naturalismo con el clasicismo. Destacan las tres puertas de bronce de la catedral de Ribe (1904), la estatua ecuestre del rey Christian IX (1927) y el monumento dedicado a su marido, El joven tocando la zampoña sobre un pegaso sin alas (1939), en Copenhague. 
Kai Nielsen (1882-1924) Kai Nielsen (1882-1924) logró un avance significativo con sus figuras femeninas eróticas, a menudo basadas en personajes mitológicos. Entre sus mejores obras están la Blind almuepige (Campesina ciega, 1907), Marmorpigen (La chica de mármol, 1910) y Leda med svanen (Leda y el cisne, 1918), realizadas en piedra caliza. Había recibido clases de Edvard Eriksen (1876-1959) en la Academia, famoso por otra figura femenina de bronce: La sirenita (1913).

Durante un tiempo, Dinamarca se identificó con el modernismo de inspiración francesa, y escultores como Jean Gauguin (1881-1961) y Adam Fischer (1888-1968) demostraron un espíritu de optimismo cultural en contraste con las naciones en conflicto durante la Primera Guerra Mundial. La geométrica Danserinde (Bailarina) de Fischer, de 1917, también evidencia la influencia del cubismo. Otro importante colaborador de la época fue Svend Rathsack (1885-1941), que diseñó el Monumento Marítimo (Søfartsmonumentet) en Langelinie junto con el arquitecto Ivar Bentsen.

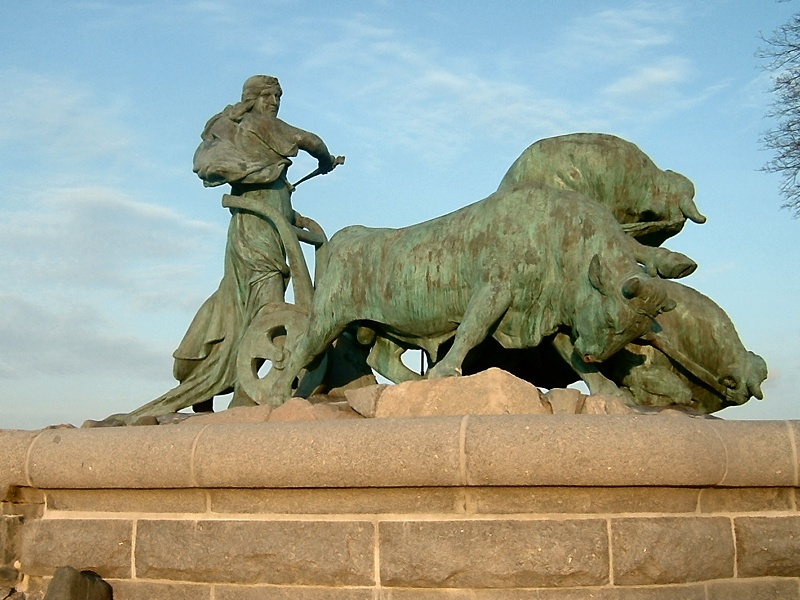
Anders Bundgaard: Gefion (1900)
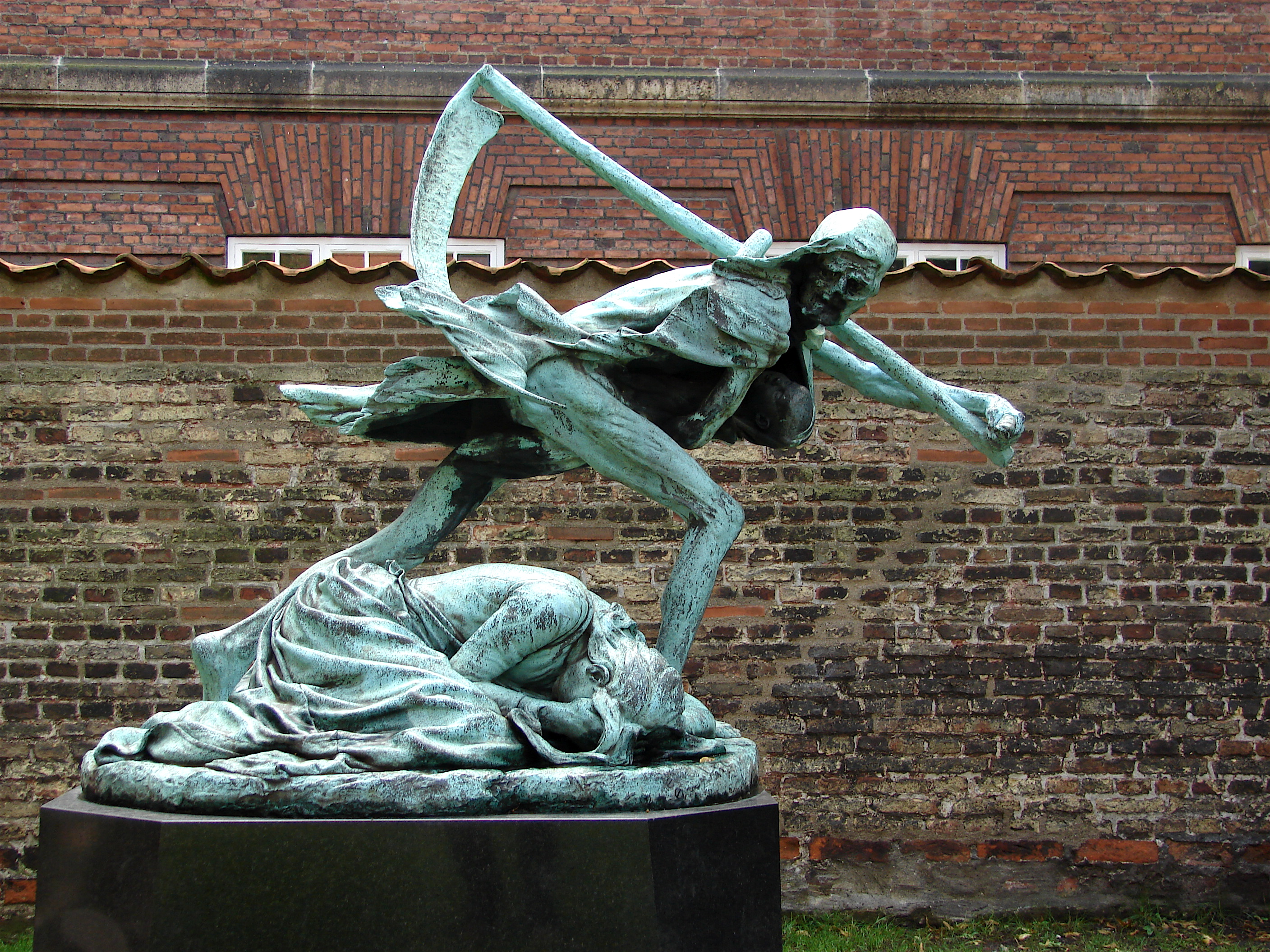
Niels Hansen Jacobsen : Døden y modernen (1892)
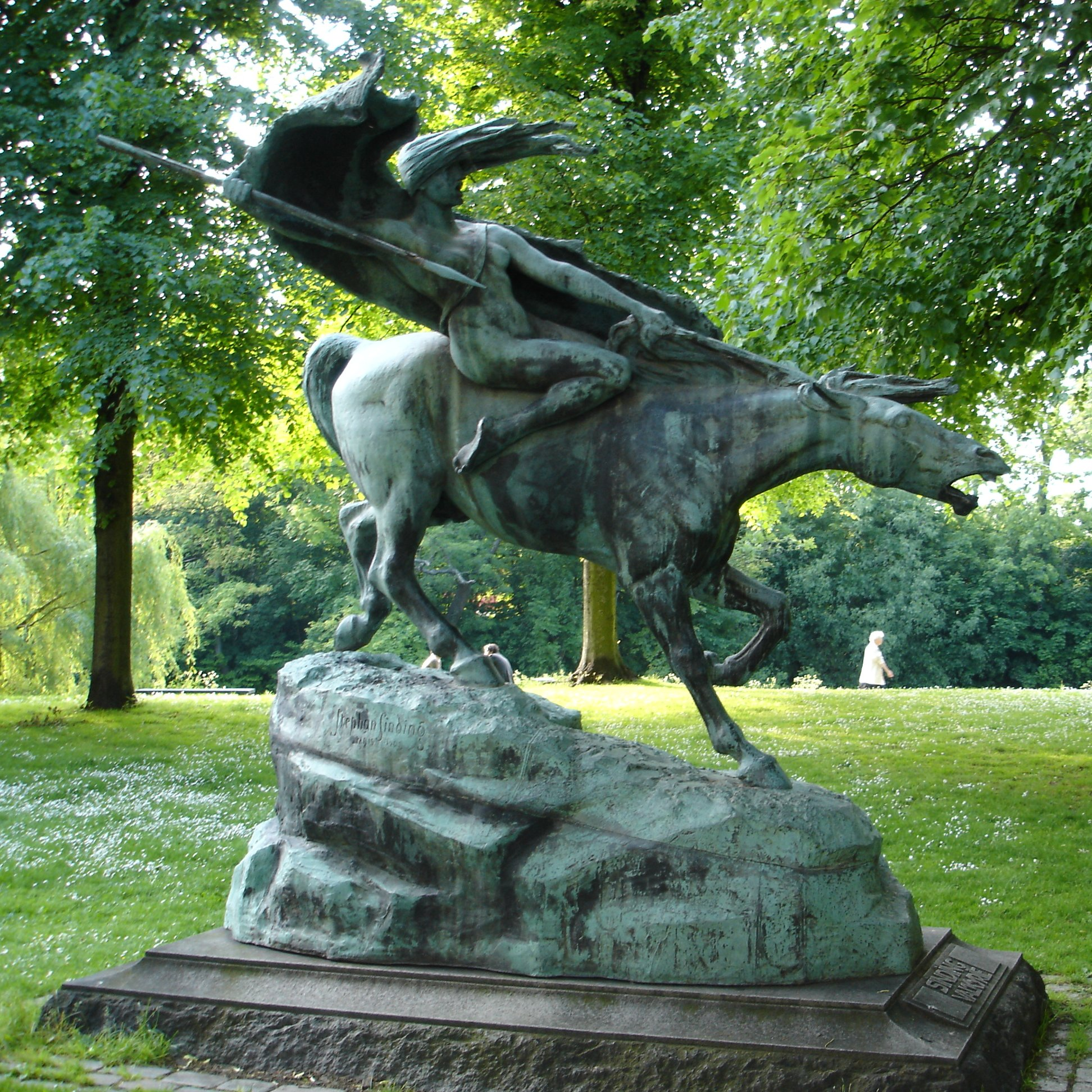
Stephan Sinding : Valquiria (1908)
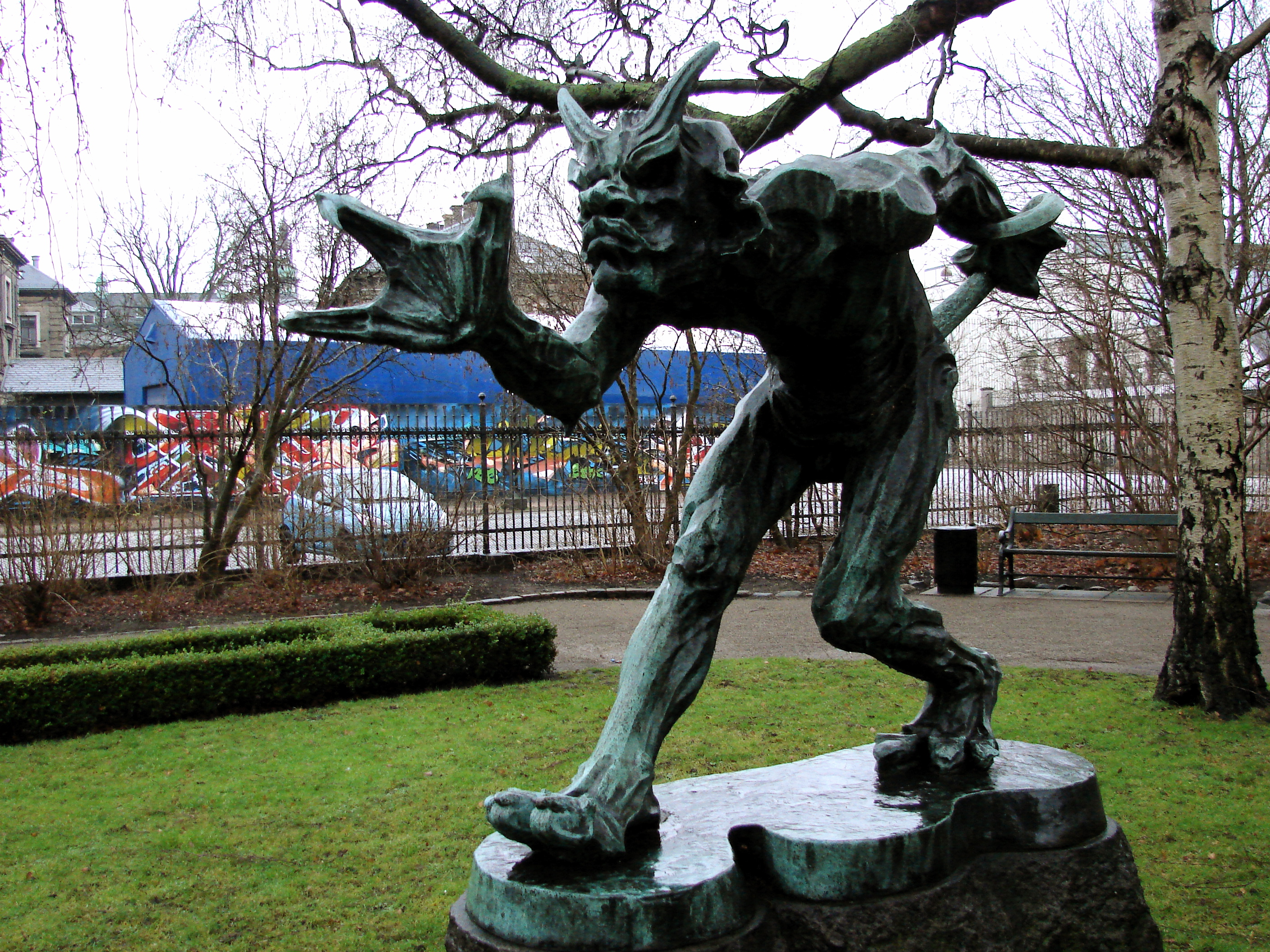
Niels Hansen Jacobsen: Trold, der vejrer kristenblod (1896)

## Periodo de entreguerras
En el periodo de entreguerras surgió el interés por crear estatuas de gente corriente con sus ropas cotidianas, como puede verse en Mand og pige (Hombre y chica, 1934) de Povl Søndergaard y Avismanden Leitriz (1935) de Knud Nellemose, que representa a un periodista vestido con la ropa que llevaba cuando vendía periódicos en las calles de Copenhague.Gunnar Westman (1915-1985), que recibió la influencia de Bror Hjorth en Suecia, desarrolló un estilo simplificado que puede apreciarse en sus obras que representan niños, como Børn ved vinduet (Niños en la ventana, 1947), Gøgeungen y Børnehaven (1948). Gottfred Eickhoff (1902-1982) también esculpió figuras humanas simplificadas en los años treinta, inspirado por la influencia de sus instructores franceses Charles Despiau y Aristide Maillol. Inaugurada en 1940, su estatua Roepiger (Las remolacheras) puede verse en Sakskøbing, en la isla de Lolland.
La década de 1930 también fue testigo de la influencia del surrealismo, por ejemplo en la obra de Ejler Bille (1910-2004), con sus primeras figuras de aspecto animal.Henry Heerup (1907-1993) se interesó por los «modelos de chatarra» hechos con basura que encontraba en las calles. También es recordado por esculpir la forma original de una piedra.
Sonja Ferlov, reconocida por su Búho (1935) y sus diseños de inspiración africana, fue también una importante colaboradora de estos artistas surrealistas, que juntos fueron miembros destacados de la asociación Linien.
Probablemente el participante más conocido del surrealismo danés fue Wilhelm Freddie (1909-1995), que adoptó un enfoque más explícitamente sexual del surrealismo. Su obra Sex-paralysappeal (1936) fue confiscada por la policía por considerarse pornografía.

## Evolución en la posguerra
Al igual que en Francia, la escultura danesa estuvo dominada por el espontaneísmo y el concretismo inmediatamente después de la Segunda Guerra Mundial. El espontaneísmo, derivado del expresionismo y el surrealismo, dio lugar al movimiento CoBrA encabezado por Asger Jorn (1914-1973). Su obra escultórica más importante es el gran relieve (1959) para el Århus Statsgymnasium, una enorme cerámica de 27 metros de largo. El concretismo, que se desarrolló a partir del arte geométrico abstracto de los años veinte, se vio influido por el movimiento dadaísta, que dio lugar a Linien II ( una asociación de artistas danesa) en 1947. En la década de 1950, Svend Wiig Hansen (1922-1997) se centró en el poder erótico del cuerpo humano, como en su obra Cement Moder Jord (Madre Tierra, 1953) del museo de Arte de Herning. Un importante y prolífico colaborador en las décadas de 1950 y 1960 fue Jørgen Haugen Sørensen (nacido en 1934). Cuyos animales sacrificados le permitieron explorar nuevas vías del expresionismo abstracto, representando su visión de la condición humana con un estilo propio y a menudo brutal.El movimiento concretista pretendía alcanzar una pureza de expresión universal. Robert Jacobsen (1912-1993), uno de sus primeros defensores, obtuvo reconocimiento internacional con sus esculturas de hierro soldado, en las que líneas y superficies se encerraban en universos autónomos. Otro concretista fue Gunnar Aagaard Andersen (1919-1982), que desarrolló la escultura de orientación social a escala internacional. 
En la década de 1960, las tendencias minimalistas del arte alemán y estadounidense influyeron en el enfoque metaobjetivo de Willy Ørskov (1920-1990), que utilizaba materiales cotidianos como plásticos y, a menudo, goma inflada para crear sus obras. Algunos ejemplos son Sommerskulptur (1965, Nordjyllands Kunstmuseum) y Stabiler-Instabiler-Labiler (1968). Otros artistas que experimentaron con materiales poco tradicionales fueron Bjørn Nørgaard (nacido en 1947), Hein Heinsen (nacido en 1935) y Per Kirkeby (nacido en 1938).
En la década de 1970 aumentó el interés por las instalaciones de inspiración estadounidense que representaban el mundo circundante y que dieron lugar en 1973 al Institut for Skalakunst (Instituto de Arte Escalable), impulsor de numerosas obras decorativas de diseño democrático en espacios públicos de todo el país. Sus principales impulsores fueron Mogens Møller, Hein Heinsen y Stig Brøgge. 
En la década de 1980, el posmodernismo internacional anunciaba un retorno a un enfoque más clásico e intelectual de la escultura, que evitaba los excesos de la vanguardia. Entre ellos se encontraban Henrik B. Andersen, Morten Stræde, Øivind Nygaard, Søren Jensen y Elisabeth Toubro, que habían recibido la influencia de Willy Ørskov y Hein Heinsen en la Academia de Arte.

## Tendencias actuales
En la actualidad, los jóvenes artistas daneses buscan cada vez más inspiración en el extranjero, especialmente en las exposiciones de Berlín. Per Arnoldi, Per Kirkeby y Olafur Eliasson han realizado obras decorativas a gran escala en la nueva Ópera de Copenhague (2004), mientras que Elisabeth Toubro terminó su controvertido Vanddragen (Dragón de agua, 2003) en el centro de Aarhus en 2003. En Ørestad también se han finalizado recientemente obras monumentales como Murstensskulptur (El muro de ladrillos, 2004) de Per Kirkeby, el bronce de Hein Heinsen Den store udveksler (La gran bolsa, 2005) y el colorido Kærlighedsøen (Lago del amor, 2010) de Bjørn Nørgaard.

## Museos y parques de esculturas
Además de las obras expuestas en pueblos y ciudades, varios museos y jardines poseen colecciones de escultura danesa:
- ARoS, el Museo de Arte de Aarhus [50]
- Corazón, Museo de Arte Contemporáneo de Herning
- Museo JF Willumsens en Frederikssund
- Arte, Aalborg
- Galería Galschiøt, Odense
- Museo Luisiana de Arte Moderno en Humlebæk, 35 km al norte de Copenhague
- Gliptoteca Ny Carlsberg, Copenhague
- Jardines del Castillo de Rosenborg, Copenhague
- Museo Rudolph Tegner cerca de Dronningmølle, 50 km al norte de Copenhague
- Galería Nacional de Dinamarca Copenhague
- Museo Thorvaldsen, Copenhague

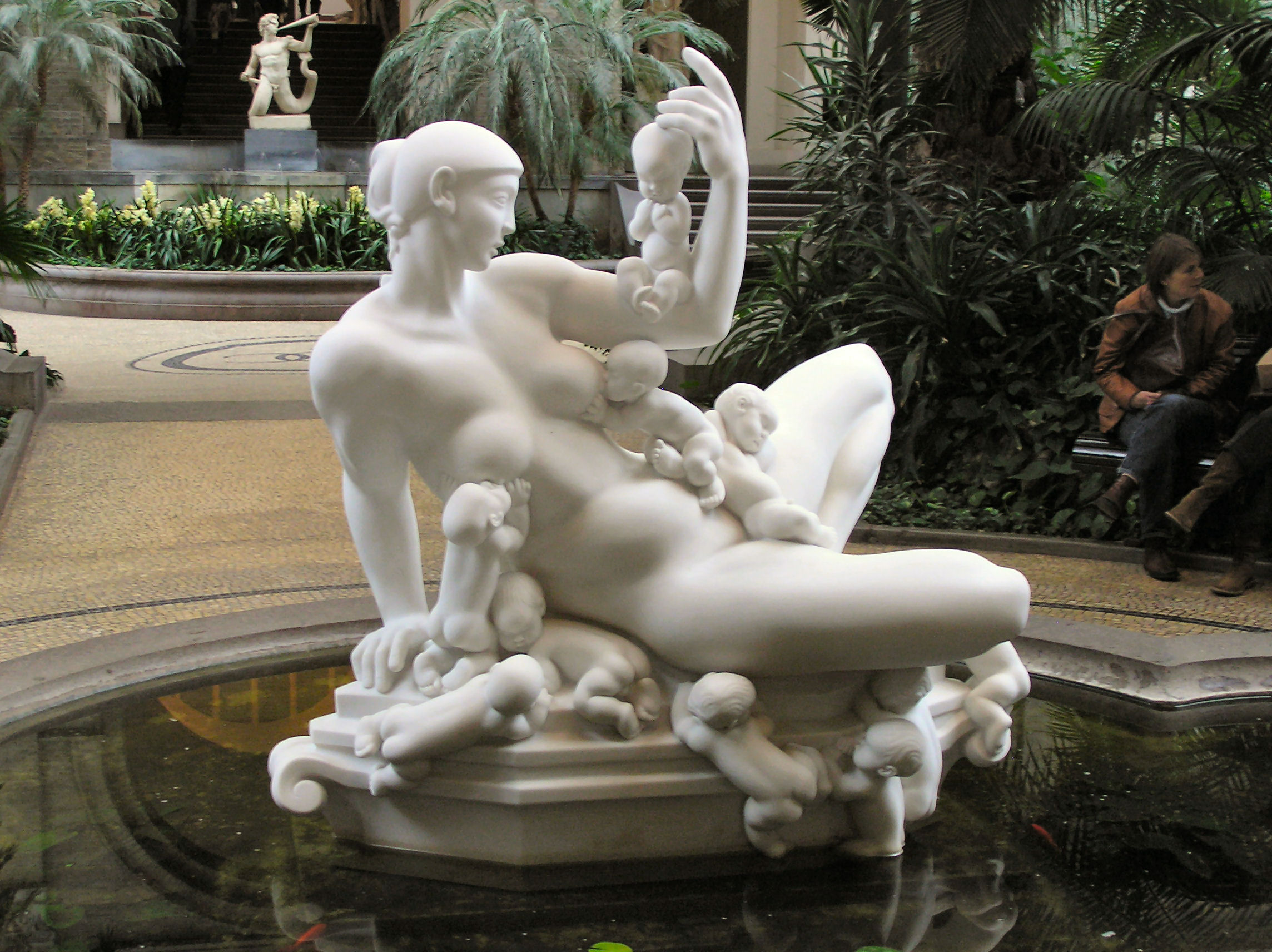
Kai Nielsen : Vandmoderen (1920)
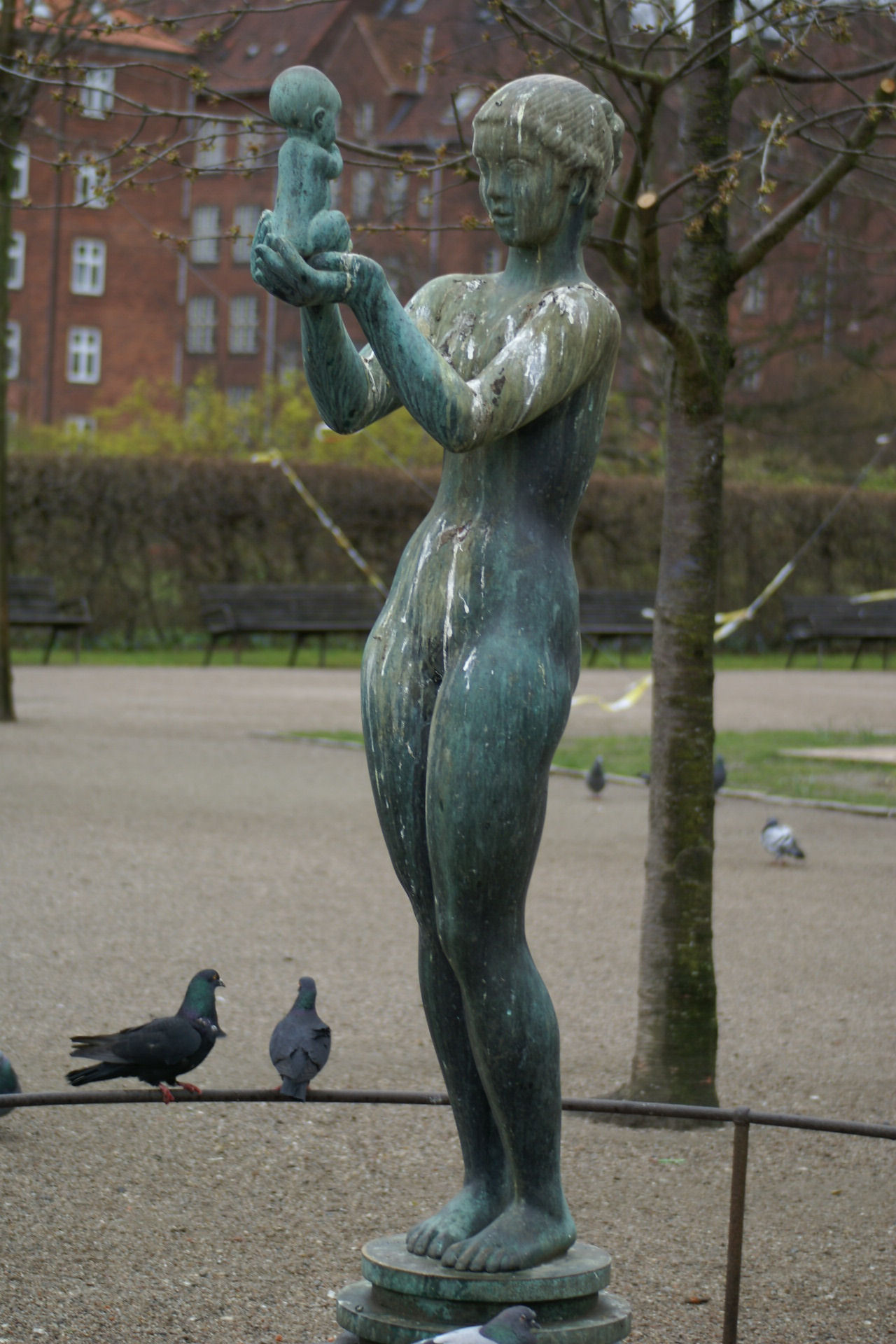
Kai Nielsen: Venus con una manzana (1909)
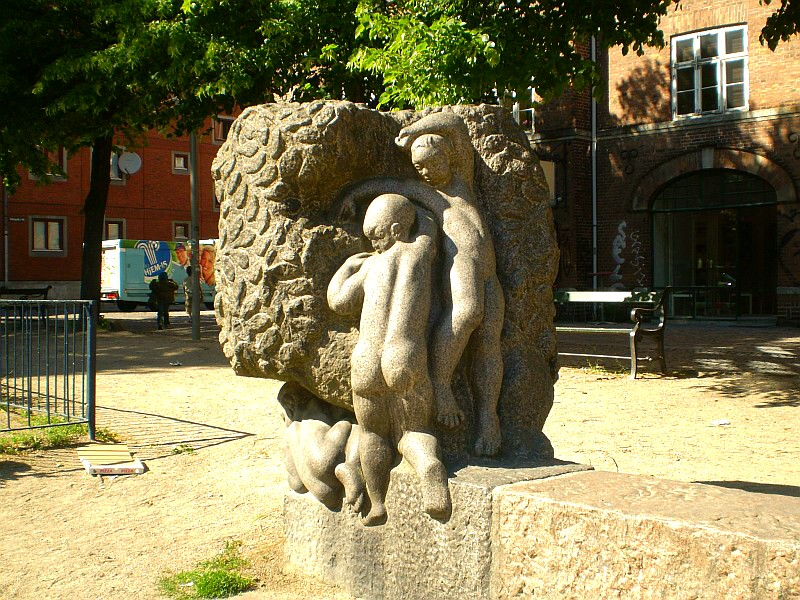
Kai Nielsen: estatua de granito, Blågårds Plads, Copenhague (1916)
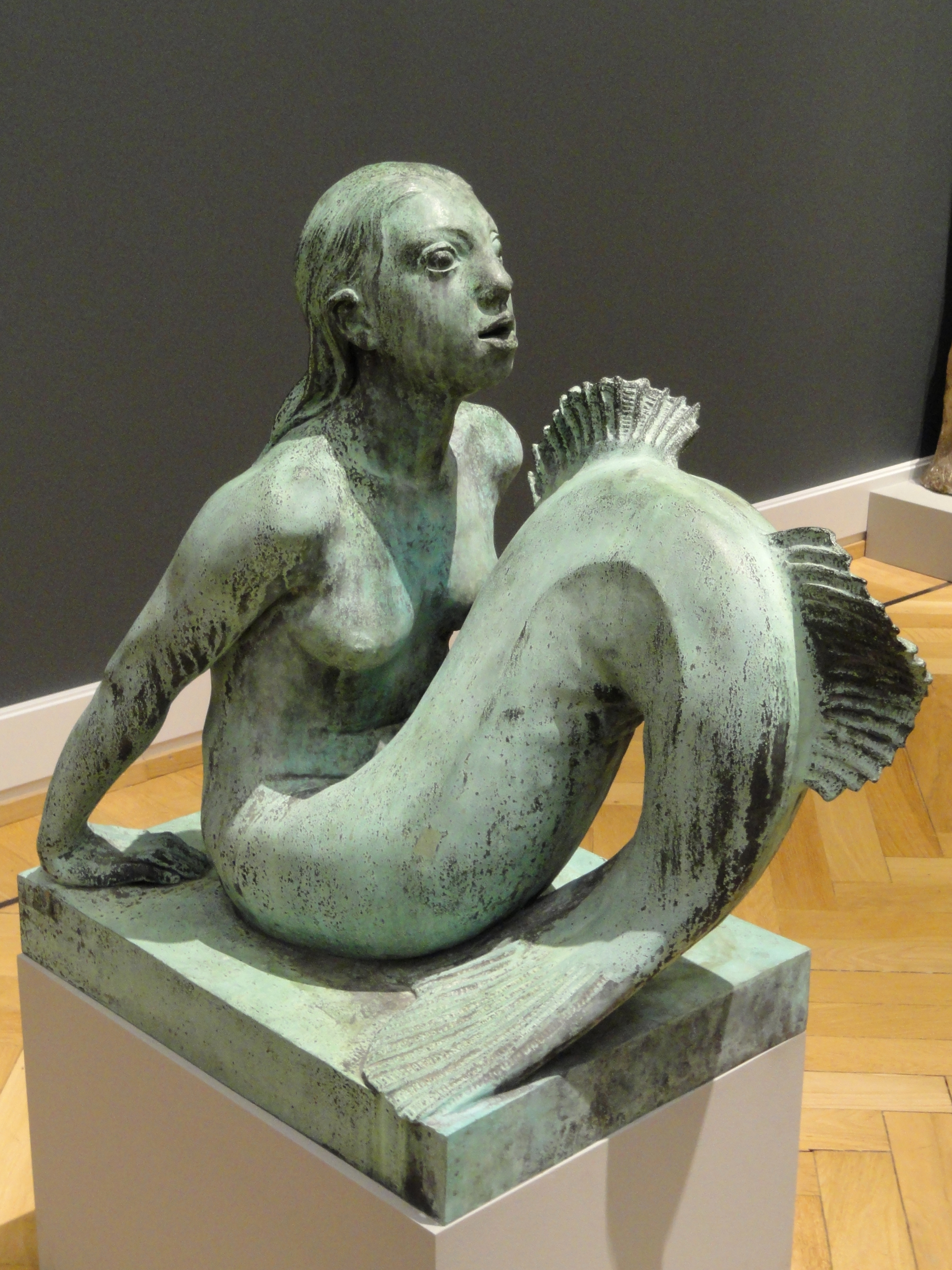
Anne Marie Carl-Nielsen : Sirena (1921)
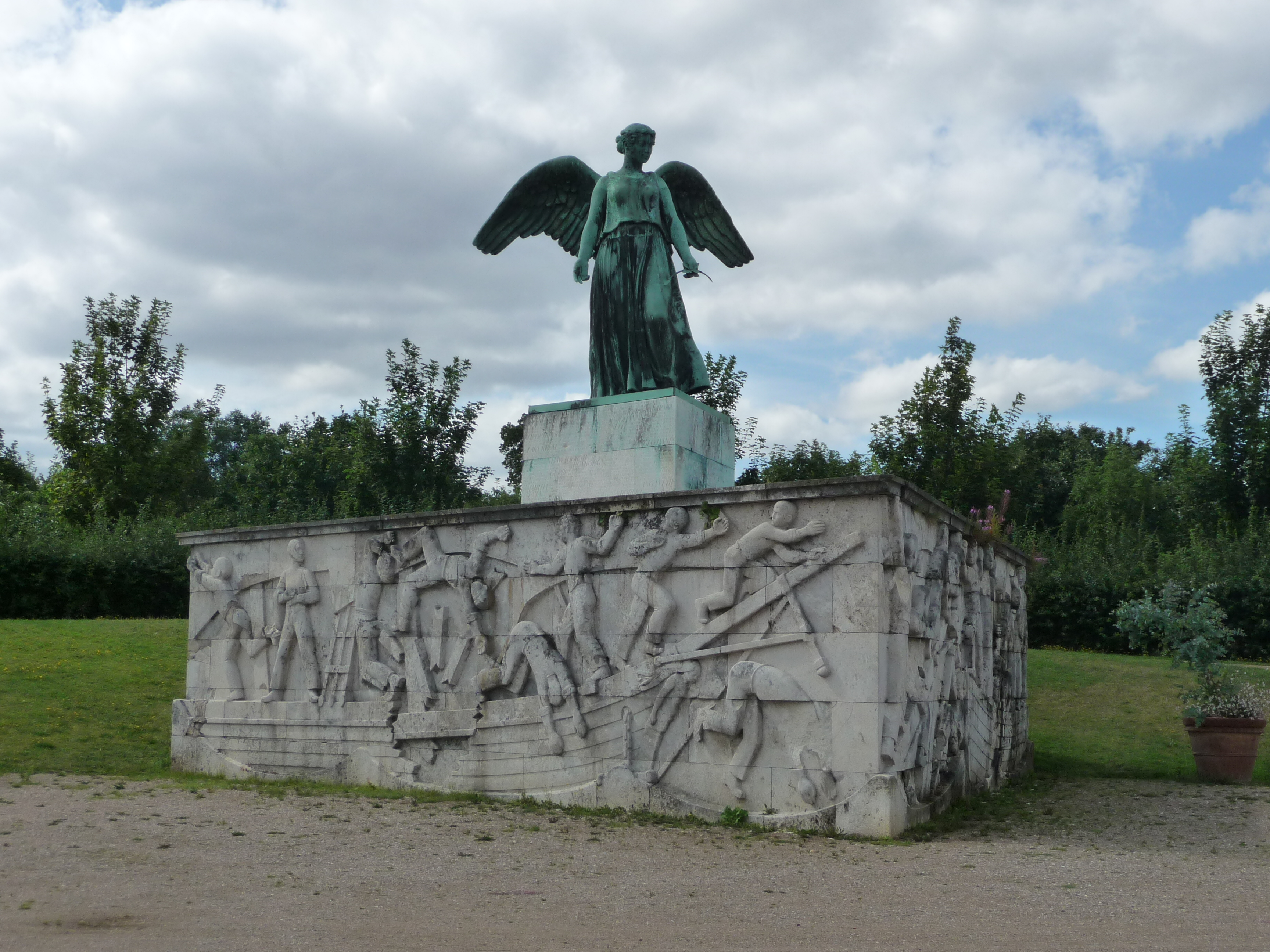
Svend Rathsack : Monumento a Søfarts (1928)